# Клінкет

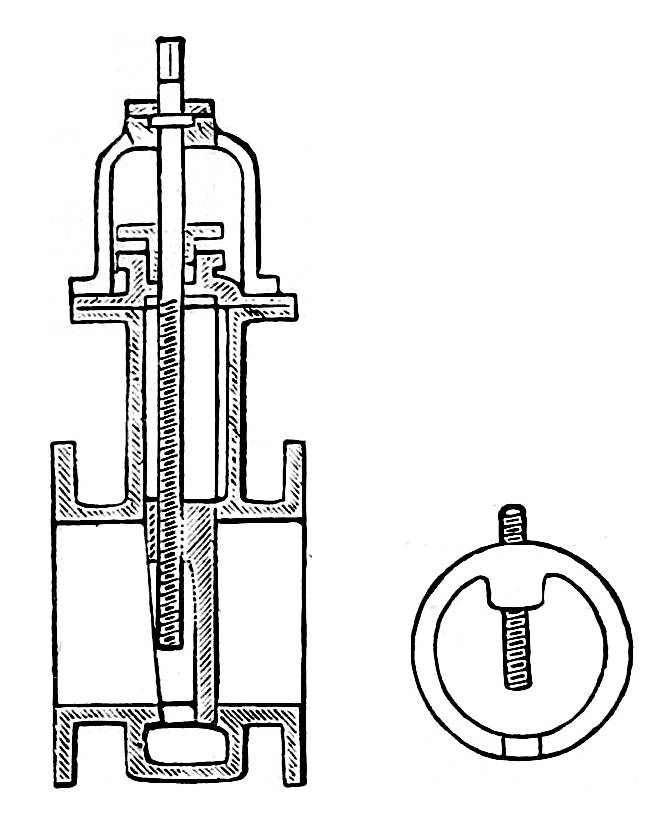
Клінкет
Рисунок до статті «Клинкет»
(«Військова енциклопедія Ситіна»)

Клінке́т (від нід. klinket — «заслінка, затулка») — клиновий кран, запірний пристрій для трубопроводів на судні. Призначається для відкриття, закриття або регулювання потоку при настанні певних умов в суднових системах і трубопроводах. Також — один з видів глибинного гідротехнічного затвора.

## Загальний опис
Головна відмінність клінкета від традиційного запірного клапана — диск, що закриває отвір для проходу робочого середовища, не опускається на гніздо у напрямку його осі, а ковзає, як засувка, по притертій поверхні гнізда.
Клінкети бувають односторонні і подвійні. Диски в обох випадках ковзають вільно в напрямних до остаточного закриття отвору клінкета і потім клиновим пристосуванням притискаються до гнізд.
Перевага клінкетів перед клапанами — в меншому опорі для проходу робочого середовища; при великих діаметрах клінкети легше і компактніше, але водонепроникність у них гірше, вони вимагають частого притирання і більшого часу для закриття. Тому клінкети застосовуються на військових кораблях лише там, де їх переваги можна добре використовувати, головним чином, для труб великих діаметрів.
Найбільше застосування наприкінці XIX століття — початку XX століття клінкети знайшли для трубопроводів циркуляції помп холодильників, для сполучних труб між турбінами, де їх діаметри досягають 5-6 метрів, і для живильного трубопроводу, а також для отворів підводних мінних апаратів. На початку XXI ст. частіше застосовується для трубопроводів наливних суден і в інших випадках великих перетинів трубопроводу при малих напорах.
Спускний клінкет — водонепроникна засувка великого перерізу, що переміщається вгору і вниз по напрямних за допомогою механічного привода в щільно припасованій рамі. Використовується для закриття отворів у водонепроникних перебірках і палубах. Може керуватися з поста енергетики і живучості.